# 1968 v dopravě
Tento článek obsahuje seznam událostí souvisejících s dopravou, které proběhly roku 1968.

## Události
- 1. ledna 1968

 Úsek původní Košicko−bohumínské dráhy mezi stanicemi Louky nad Olší a Doubrava byl převeden ze správy ČSD pod správu OKR−Dopravy.
- 26. května 1968

 Byl zahájen provoz na přeložce trati Teplice v Čechách – Most.
- 9. června 1968

 Uvedena do provozu elektrizace tratě 170 z Plzně ve zbývajícím úseku Svojšín – Cheb.
- 1. srpna 1968

 Elektrické vlaky se rozjely také z Chebu do Sokolova na trati 140.
- 29. listopadu 1968

 Na trati Plzeň – České Budějovice byla uvedena do provozu přeložka mezi stanicemi České Budějovice a Hluboká nad Vltavou. Zároveň byla trať z Českých Budějovic až po žst. Strakonice elektrizována.